# Distretto di Baggio
Il distretto di Baggio era il nome di un distretto progettato dal governo giacobino della Repubblica Cisalpina nel dipartimento d'Olona. Come molti enti simili, non trovò piena applicazione a causa del caotico periodo rivoluzionario in cui fu ideato, e venne soppresso dopo solo un anno a causa di nuovi rivolgimenti politici.

## Storia
La Costituzione della Repubblica Cisalpina progetto un nuovo ordinamento degli enti locali lombardi, partendo dal presupposto di una nuova geografia basata su una razionalizzazione illuministica anziché sui retaggi di secoli di storia. La funzione dei distretti, che andavano a sostituire l'istituto plurisecolare della pieve, sarebbe divenuto quello di svolgere le più alte funzioni municipali nelle aree di notevole parcellizzazione comunale.
Nell'area nord occidentale milanese, la Pieve di Cesano Boscone venne fusa con quella che era stata la Pieve di Trenno privata della gran parte della zona che era da sempre religiosamente autonoma come Pieve di Rho. Il distretto venne classificato con il numero 4.
Definito dalla legge 6 germinale anno VI, l'ente non riuscì ad avere una vera applicazione, poiché pochi mesi dopo il golpe militare riversò il governo giacobino sostituendolo con uno più finalizzato a ottenere risparmi per la guerra. Il distretto di Baggio, ritenuto troppo piccolo, venne subito cancellato a favore di circoscrizioni più ampie.

## Territorio
Il territorio del distretto era così suddiviso:
| Comuni                                                                                 |
| Comune di Baggio Comune di Sella Nova                                                  |
| Comune di Cesano Boscone Comune di Lorenteggio Comune di Muggiano                      |
| Comune di Assago Comune di Bazzana Sant'Ilario Comune di Bazzanella                    |
| Comune di Corsico Comune di Grancino                                                   |
| Comune di Cusago Comune di Assiano                                                     |
| Comune di Romanobanco Comune di Buccinasco Comune di Gudo Gambaredo Comune di Rovido   |
| Comune di Ronchetto                                                                    |
| Comune di Seguro                                                                       |
| Comune di Settimo                                                                      |
| Comune di Terzago                                                                      |
| Comune di Trezzano Comune di Loirano                                                   |
| Comune di Vighignolo                                                                   |
| Comune di Trenno Comune di Lampugnano Comune di Quarto Cagnino Comune di Quinto Romano |
| Comune di Cassina del Pero                                                             |
| Comune di Cerchiate                                                                    |
| Comune di Figino                                                                       |
| Comune di Garegnano Marcido Comune di Boldinasco                                       |
| Comune di Musocco                                                                      |
| Comune di Villapizzone                                                                 |